# Armed Girl’s Machiavellism
Armed Girl’s Machiavellism (jap. 武装少女マキャヴェリズム, Busō Shōjo Makyaverizumu) ist eine Manga-Serie von Autor Yūya Kurokami und Zeichner Karuna Kanzaki, die zwischen 2014 und 2022 in Japan erschien. Sie ist in die Genres Action, Comedy und Shōnen einzuordnen und wurde als Anime-Fernsehserie adaptiert.

## Inhalt
Nachdem er in seiner früheren Schule in eine mächtige Schlägerei geraten ist, wird Fudō Nomura an eine andere Oberschule versetzt, die für die Zähmung schwer beherrschbarer Schüler bekannt geworden ist. Nomura hat bereits einen Ruf als Schläger erworben, doch diese Schule wird von den Mädchen beherrscht. Alle von ihnen tragen Waffen, manche sogar Schwerter, und beherrschen die Jungen. Unter den Schülerinnen sind die Tenkagoken die berüchtigtsten – die allmächtigen fünf Schwerter.
Nomura kommt zusammen in eine Klasse mit Rin Onigawara von den fünf Schwertern. Er will sich nicht unterordnen und so kommt es bald zum Kampf. Um die Herrschaft der Mädchen zu brechen, will er nach und nach alle der fünf Schwerter besiegen.

## Veröffentlichung
Der Manga erschien seit März 2014 im Magazin Gekkan Shōnen Ace beim Verlag Kadokawa Shoten. Dieser brachte die Kapitel anschließend in 13 Sammelbänden heraus. Der 4. Band verkaufte sich in der ersten Woche nach Veröffentlichung etwa 16.000 mal.
Eine deutsche Übersetzung der Serie erschien zwischen April 2018 und Juli 2023 bei Egmont Manga. Auf Italienisch erscheint der Manga bei J-Pop.

## Anime-Adaption
Beim Studio Silver Link entstand 2017 eine 12-teilige Animeserie zum Manga. Hauptautor war Kento Shimoyama und Regie führte Hideki Tachibana. Das Charakterdesign entwarf Shoko Takimoto und die künstlerische Leitung lag bei Bun Sun Lee.
Die 23 Minuten langen 12 Folgen der Serie wurden vom 5. April bis zum 21. Juni 2017 von AT-X, sowie mit bis zu zwei Wochen Versatz auch auf Tokyo MX, KBS, TV Aichi, Sun TV, TVQ und BS11 in Japan ausgestrahlt. Englisch, spanisch und portugiesisch untertitelte Fassungen wurden von diversen Online-Plattformen veröffentlicht, eine deutsche kam auf Anime on Demand heraus. Der Sender Animax Asia strahlte die englische Fassung im Fernsehen aus.
Der limitierten Fassung des siebten Bandes war eine 13. Folge beigelegt.

### Synchronisation
| Rolle           | Japanische Stimme |
| --------------- | ----------------- |
| Fudō Nomura     | Tasuku Hatanaka   |
| Rin Onigawara   | Yūki Takada       |
| Mary Kikakujō   | Sayaka Kitahara   |
| Satori Tamaba   | Nozomi Nishida    |
| Warabi Hanasaka | Rina Hidaka       |

### Musik
Die Musik der Serie komponierte Hiromi Mizutani. Der Vorspanntitel ist Shocking Blue von Miku Itō und der Abspann ist unterlegt mit dem Lied Decide von Tenka Goken.